# Air Finland

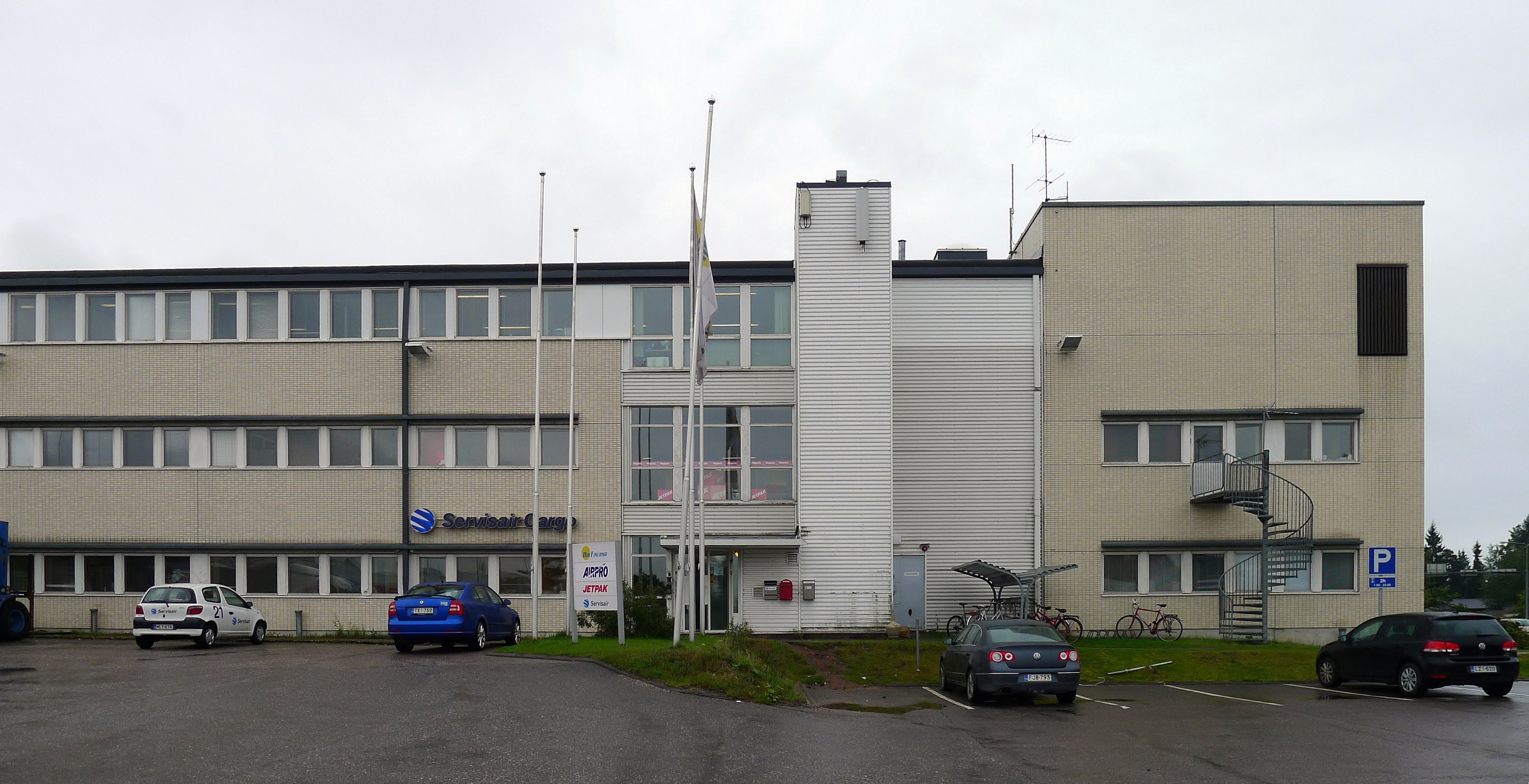
La sede de Air Finland

Logotipo de Air Finland

Air Finland fue una aerolínea con sede en Helsinki, Finlandia. Fue una de las aerolíneas más nuevas de Europa (comenzó operaciones en 2003) y una de las más importantes de Finlandia. Operaba vuelos tanto nacionales como internacionales, y su base se encontraba en el Aeropuerto de Helsinki-Vantaa. En 2012 entró en bancarrota.

## Códigos
- Código IATA: OF
- Código OACI: FIF

## Destinos
Air Finland operaba vuelos a los siguientes destinos internacionales (en mayo de 2010): 
- Chipre
  - Lárnaca – Aeropuerto Internacional de Lárnaca estacional
- Finlandia
  - Helsinki – Aeropuerto de Helsinki-Vantaa base
- Grecia
  - La Canea – Chania International Airport estacional
  - Rhodes – Rhodes International Airport, "Diagoras" estacional
- España
  - Alicante – Aeropuerto de Alicante-Elche
  - Fuerteventura – Aeropuerto de Fuerteventura estacional
  - Gran Canaria – Aeropuerto de Gran Canaria
  - Lanzarote – Aeropuerto de Lanzarote estacional
  - Málaga – Aeropuerto de Málaga-Costa del Sol
  - Tenerife – Aeropuerto de Tenerife Sur estacional
- Turkquía
  - Antalya – Antalya Airport estacional
- Emiratos Árabes Unidos
  - Dubái – Dubai International Airport estacional

## Flota
La flota de Air Finland constaba de 2 Boeing 757-200 (diciembre de 2010).